# Salcedo
Salcedo (velenceiül Saldèo) település Olaszországban, Veneto régióban, Vicenza megyében Lakosainak száma 1011 fő (2023. január 1.). Salcedo Fara Vicentino, Lugo di Vicenza, Lusiana Conco, Marostica és Colceresa községekkel határos.

## Népesség
A település népességének változása:

| 2018 | 1 038 |
| 2023 | 1 011 |